# ماكسيم دومينغيز
ماكسيم دومينغيز هو لاعب كرة قدم سويسري في مركز الوسط، ولد في 1 فبراير 1996 في جنيف في سويسرا. شارك مع منتخب سويسرا تحت 17 سنة لكرة القدم ومنتخب سويسرا تحت 18 سنة لكرة القدم ومنتخب سويسرا تحت 19 سنة لكرة القدم. أما مع النوادي، فقد لعب مع نادي زيورخ ونادي سيرفيت.

## وصلات خارجية
- ماكسيم دومينغيز على موقع الدوري الأمريكي (الإنجليزية)
- ماكسيم دومينغيز على موقع قاعدة بيانات كرة القدم.إي يو (الإنجليزية)
- ماكسيم دومينغيز على موقع Soccerway.com (الإنجليزية)
- ماكسيم دومينغيز على موقع عالم كرة القدم.نت (الإنجليزية)